# 上樓店

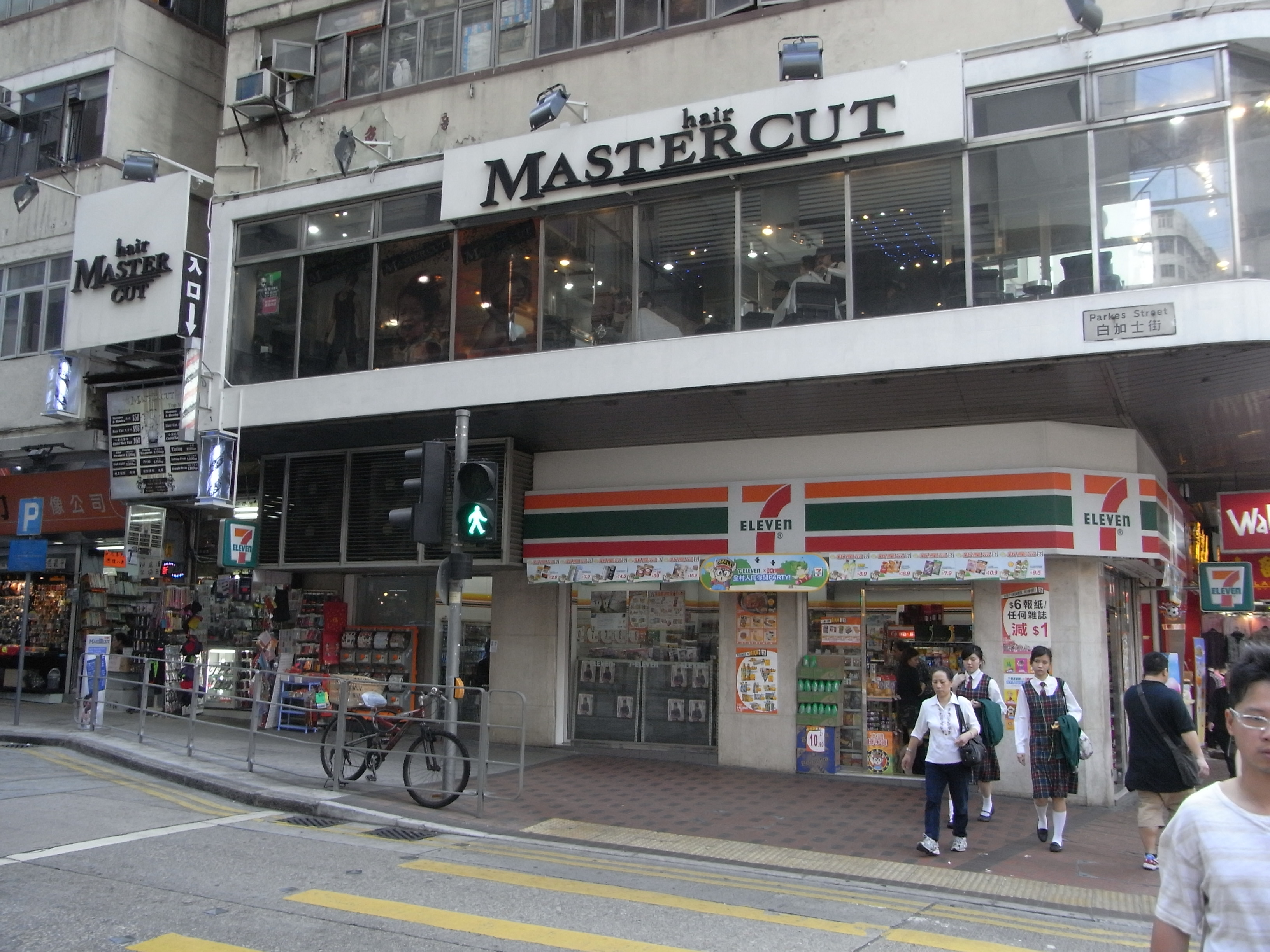
上樓店服務業 - 理髮店

上樓店，又稱樓上店或者樓上鋪，是商店的一種，特色是設於一般樓宇（商場及購物中心除外）的二樓或更高樓層，與街鋪相對。
相對於街鋪，由於光顧上樓店的人均須拾級上樓，因此人流遠不及前者。但由於租金亦相對較便宜，所以也有不少小規模經營的店鋪選擇以上樓店的方式經營。
最常見的上樓店是書店，但近年也有不少咖啡店、茶座、美容院，或者是服飾店等以上樓店的方式經營。

## 外部參考
- 樓上鋪 Upstores.HK Upstores （页面存档备份，存于）
- 樓上鋪
- 香港樓上鋪指南 （页面存档备份，存于）